# 利季伊夫卡
47°32′33″N 31°0′6″E / 47.54250°N 31.00167°E
利季伊夫卡（烏克蘭語：Лідіївка），是烏克蘭南部的村莊，隸屬尼古拉耶夫州的沃茲涅先斯克區。該村始建於1905年，面積1.13平方公里，海拔高度107米，2001年人口415，人口密度每平方公里367.3人。